# Microclytus gazellula
Microclytus gazellula là một loài bọ cánh cứng trong họ Cerambycidae.